# پیتر شوستر
پیتر شوستر (انگلیسی: Peter Schuster؛ زادهٔ تاریخ درست نیست٫ سال باید ۴ رقم داشته باشد٫ (برای سال‌های پیش از هزار، صفر بیفزایید٫)٫ (خطا: نیازمند سال، ماه، روز معتبر سال)) دانشمند در زمینه Theoretical Biochemistry اهل اتریش است.
وی همچنین برندهٔ جوایزی همچون جایزه اروین شرودینگر شده‌است.